# Villaines-la-Carelle
Villaines-la-Carelle és un municipi francès situat al departament del Sarthe i a la regió de País del Loira. L'any 2007 tenia 175 habitants.

## Demografia

### Població
El 2007 la població de fet de Villaines-la-Carelle era de 175 persones. Hi havia 80 famílies de les quals 28 eren unipersonals (16 homes vivint sols i 12 dones vivint soles), 24 parelles sense fills, 20 parelles amb fills i 8 famílies monoparentals amb fills.
La població ha evolucionat segons el següent gràfic:
Habitants censats

### Habitatges
El 2007 hi havia 108 habitatges, 79 eren l'habitatge principal de la família, 21 eren segones residències i 8 estaven desocupats. Tots els 108 habitatges eren cases. Dels 79 habitatges principals, 56 estaven ocupats pels seus propietaris, 22 estaven llogats i ocupats pels llogaters i 1 estava cedit a títol gratuït; 2 tenien una cambra, 12 en tenien dues, 18 en tenien tres, 12 en tenien quatre i 35 en tenien cinc o més. 66 habitatges disposaven pel capbaix d'una plaça de pàrquing. A 39 habitatges hi havia un automòbil i a 33 n'hi havia dos o més.

### Piràmide de població
La piràmide de població per edats i sexe el 2009 era:
| Homes | Edats   | Dones |
| ----- | ------- | ----- |
| 0     | 95 o +  | 0     |
| 0     | 90 a 94 | 0     |
| 0     | 85 a 89 | 0     |
| 4     | 80 a 84 | 0     |
| 4     | 75 a 79 | 8     |
| 4     | 70 a 74 | 4     |
| 4     | 65 a 69 | 4     |
| 4     | 60 a 64 | 8     |
| 8     | 55 a 59 | 4     |
| 20    | 50 a 54 | 8     |
| 4     | 45 a 49 | 4     |
| 4     | 40 a 44 | 8     |
| 8     | 35 a 39 | 8     |
| 8     | 30 a 34 | 0     |
| 8     | 25 a 29 | 4     |
| 0     | 20 a 24 | 8     |
| 8     | 15 a 19 | 4     |
| 8     | 10 a 14 | 16    |
| 4     | 5 a 9   | 4     |
| 0     | 0 a 4   | 0     |

## Economia
El 2007 la població en edat de treballar era de 115 persones, 79 eren actives i 36 eren inactives. De les 79 persones actives 69 estaven ocupades (39 homes i 30 dones) i 10 estaven aturades (5 homes i 5 dones). De les 36 persones inactives 17 estaven jubilades, 6 estaven estudiant i 13 estaven classificades com a «altres inactius».

### Ingressos
El 2009 a Villaines-la-Carelle hi havia 75 unitats fiscals que integraven 158 persones, la mediana anual d'ingressos fiscals per persona era de 16.656 €.

### Activitats econòmiques
Dels 8 establiments que hi havia el 2007, 3 eren d'empreses de construcció, 1 d'una empresa de transport, 2 d'empreses immobiliàries i 2 d'empreses classificades com a «altres activitats de serveis».
L'únic servei als particulars que hi havia el 2009 era una empresa de construcció.
L'any 2000 a Villaines-la-Carelle hi havia 12 explotacions agrícoles que ocupaven un total de 540 hectàrees.

## Poblacions més properes
El següent diagrama mostra les poblacions més properes.